# مجلس شيوخ أوزبكستان
مجلس شيوخ أوزبكستان (بالأوزبكية: Senat)‏‎ هو الهيئة التشريعية في أوزبكستان، وتتكون من 100 مقعداً، وهو المجلس الأعلى في الجمعية العليا (أوزبكستان).

## التركيب
يتألف مجلس الشيوخ الأوزبكي من مئة مقعد:
- 84 عضو منهم يتم انتخابهم.
- 16 عضو منهم يتم تعيينهم من قبل رئيس الجمهورية.

## الانتخاب
يجري انتخاب الأعضاء الأربع وثمانين بصورة غير مباشرة عبر كلية انتخابية تتألف من أعضاء مجالس محلية لتجمع مناطق البلاد الأربع عشر والمتألفة من 12 مقاطعة بالإضافة إلى العاصمة طشقند وجمهورية قرقل باغستان المتمتعة بالحكم الذاتي حيث تنتخب كل من هذه المقاطعات أعضاء مجلس شيوخ يشغلون ستة مقاعد. وتبلغ مدة ولاية العضو في المجلس خمسة سنوات.

## رؤساء مجلس الشيوخ
| الاسم              | المدة                        |
| ------------------ | ---------------------------- |
| مُراد شريفخودجاييف  | 27 يناير 2005–24 فبراير 2006 |
| إيلغيزار صابروف    | 24 فبراير 2006–22 يناير 2015 |
| نعمة الله يولداشيف | 22 يناير 2015–الآن           |

## وصلات خارجية
- الموقع الرسمي